# Кедрова олія

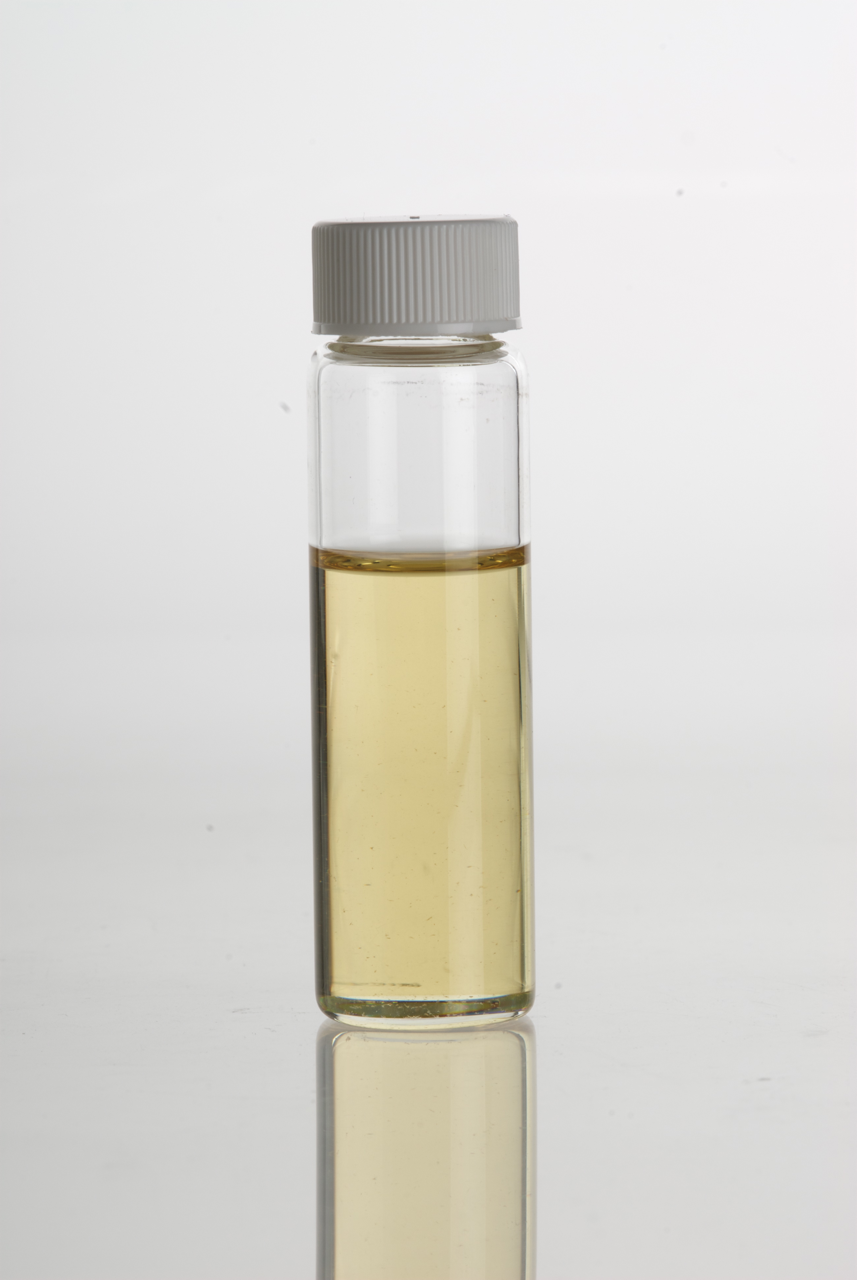
Есенція кедрової олії

Кедрова олія — ефірна олія, міститься в деревині і в голках різних видів кедра, туї та ялівцю. Найбільш широко застосовують техаську кедрову олію з деревини Juniperus mexicana Schiede, а також вірджінійську кедрову олію з деревини Juniperus virginiana L.
Незважаючи на те, що їх називають кедровими оліями, їх виробляються з перегонки деревини ряду різних ялівців і кипарисів (родини Кипарисові), а не справжніх кедрів (родини Соснові).

## Склад олії
До складу кедрової олії входять (+)-цедрол (20-40%), цедрен, цедренол, туйопсен та інші компоненти.

## Фізичні властивості
Вірджінійска кедрова олія — світло-жовта або світло-коричнева в'язка рідина, що має характерний запах деревини кедра, при кімнатній температурі частково застигає;
d25
25 0,939-0,958; n20
D 1,5020-1,5100; [α]D від −22,5 до −45 °; розчинність в етанолі (1:0,5÷5 — в 95%-м етанолі); не розчиняється у воді.

## Отримання
Отримують з подрібненої деревини шляхом перегонки з парою; вихід олії 1-3%.

## Застосування
Основний виробник кедрової олії — США.
Застосовують її як ароматизатор для мила і виробів побутової хімії, рідше — як компонент парфумерних композицій, але головним чином — для виділення цедролу і цедрену, що використовуються як компоненти в ароматичних сумішах.
ЛД50 > 5 г/кг (щурі, перорально; кролики, при нанесенні на шкіру); tспалаху 93 °C.